# Revolta Kerensky-Krasnov
A revolta Kerensky-Krasnov foi uma tentativa fracassada do primeiro-ministro do Governo Provisório Russo, Alexander Kerensky, de recuperar o poder e esmagar a revolta Bolchevique que pôs fim ao seu governo em novembro de 1917. Ocorreu entre 26 de outubro(jul.)/8 de novembro(greg.) e 31 de outubro(jul.)/13 de novembro(greg.) de 1917.
Após deixar a capital russa em busca de reforços para recuperar seu controlo, que estava nas mãos do Soviete de Petrogrado controlado pelos Bolcheviques, Kerensky chegou a Pskov, sede do comando da Frente Norte. Não obteve o apoio do seu comandante, o General Cheremisov, que impediu as suas tentativas de reunir unidades para marchar sobre Petrogrado, mas obteve o apoio do General Krasnov, que avançou sobre a capital com cerca de 700 cossacos. Em Petrogrado, os opositores da Revolução de Outubro preparavam uma revolta que coincidiria com o ataque à cidade pelas forças de Kerensky.
Os soviéticos tiveram de improvisar a defesa das colinas a sul da cidade e esperar pelo ataque das tropas de Kerensky que, apesar dos esforços do alto comando, não receberam reforços. O confronto nas colinas de Pulkovo terminou com a retirada dos cossacos após o motim Junker, que falhou prematuramente, e não receberam o apoio necessário de outras unidades para forçar as defesas. As conversações entre os lados terminaram com o voo de Kerensky, receoso de ser entregue aos soviéticos pelos seus próprios soldados, acabando efetivamente com as tentativas de restaurar o Governo Provisório Russo derrubado.

## Antecedentes

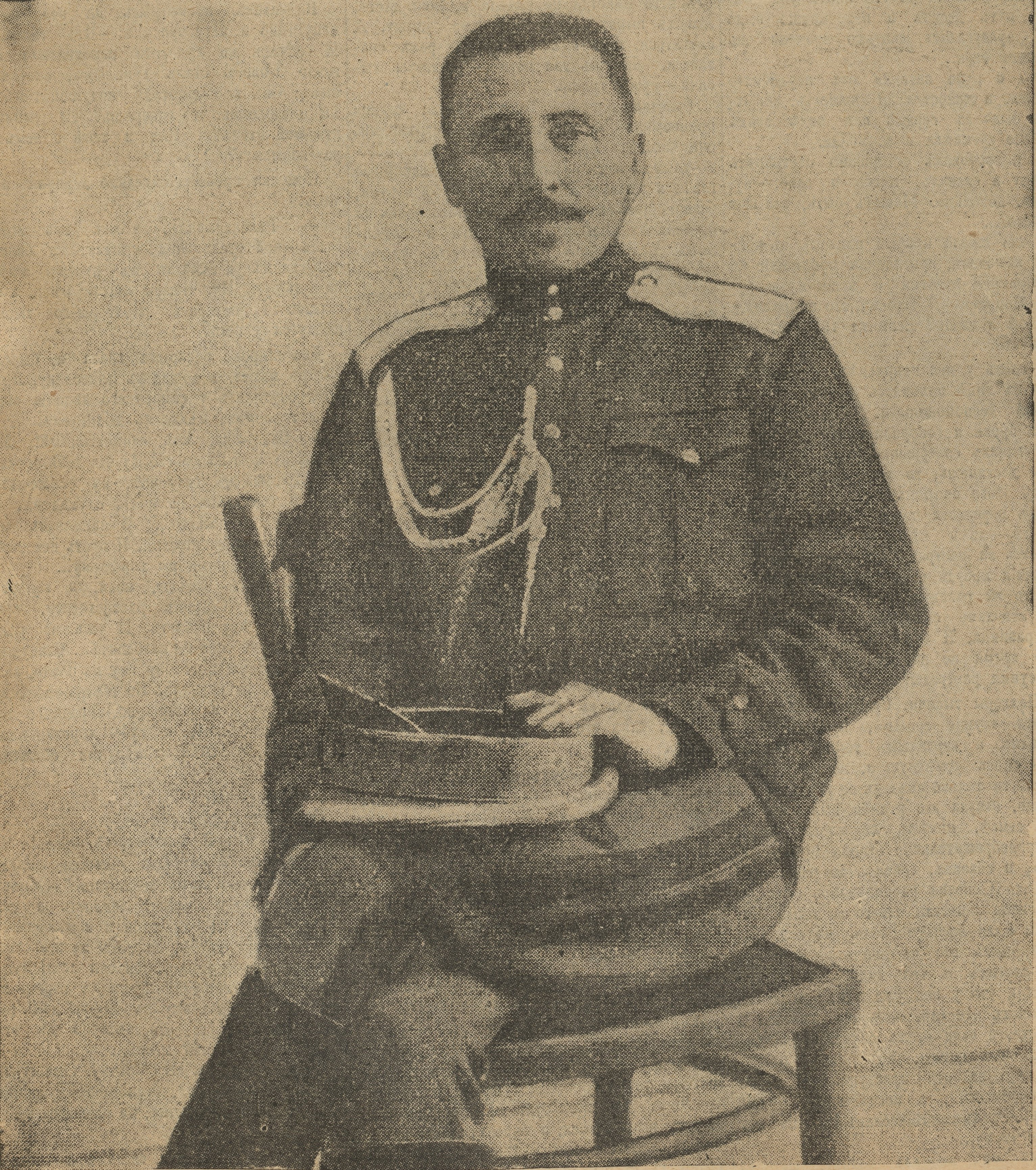
General Vladimir Cheremisov, comandante da frente norte. Antagonista de Kerensky e com tropas pró-Bolchevique, dificultou os esforços de Kerensky para reconquistar o poder

Kerensky, que deixara Petrogrado durante a Revolução de Outubro, procurou tropas que pudessem vir à capital, mas não as encontrou até chegar a Pskov, onde chegou por volta das 21h00 do dia 25 de outubro(jul.)/7 de novembro(greg.) de 1917. Na primeira cidade com tropas perto da capital, Gatchina, os soldados eram pró-Bolchevique, e Kerensky escapou por pouco à prisão.
Em Pskov estava o quartel-general da Frente Norte sob o comando do General Cheremisov; lá Kerensky entrou em contacto com o General Pyotr Krasnov, comandante do 3.º Corpo de Cavalaria, que participara no golpe de Kornilov. Juntos, reuniram um Corpo para marchar sobre a capital, apesar das dúvidas do seu comissário, que desconfiava da fiabilidade de algumas tropas que eram hostis a Kerensky. Krasnov, um oficial monárquico da velha escola, não era um grande apoiante de Kerensky, mas acreditou em sua afirmação de que a maioria do exército o apoiaria contra os Bolcheviques.
Por sua vez, Cheremisov, cujas tropas estavam na prática sob controlo Bolchevique e que mantinha más relações com Kerensky, rescindira as ordens para ajudar o Governo Provisório, enviando a sua frente para Petrogrado. À sua chegada, tinha-o informado que não podia garantir a sua segurança se permanecesse na cidade e que tinha de a deixar imediatamente. Cheremisov recusou-se a ajudar o antigo primeiro-ministro. O Comité Militar Revolucionário local controlava as comunicações e o transporte e monitorizava as ações dos comandantes. Cheremisov também obstruíra as comunicações de Kerensky com os outros comandantes da frente e comunicado ao alto comando a sua nomeação como comandante-chefe e a ordem de parar a marcha das tropas na capital, ambos falsos relatos.

## Operações militares
Na noite de 26 de outubro(jul.)/8 de novembro(greg.), Kerensky estava novamente na periferia da capital com pouco mais de seiscentos cossacos — doze esquadrões e meio de sessenta homens — alguns canhões, um comboio blindado e um carro blindado. A dispersão do III Corpo e a falta de apoio a Kerensky entre as tropas impediu a reunião de forças maiores, e apenas as que estavam acantonadas em Ostrov marcharam em direção à capital. Krasnov, contudo, estava confiante que as suas tropas cossacas iriam receber reforços. Os poucos cossacos atravessaram Pskov de comboio a toda a velocidade para evitar confrontos com as tropas que ocupavam a estação e continuaram em direção a Gatchina.

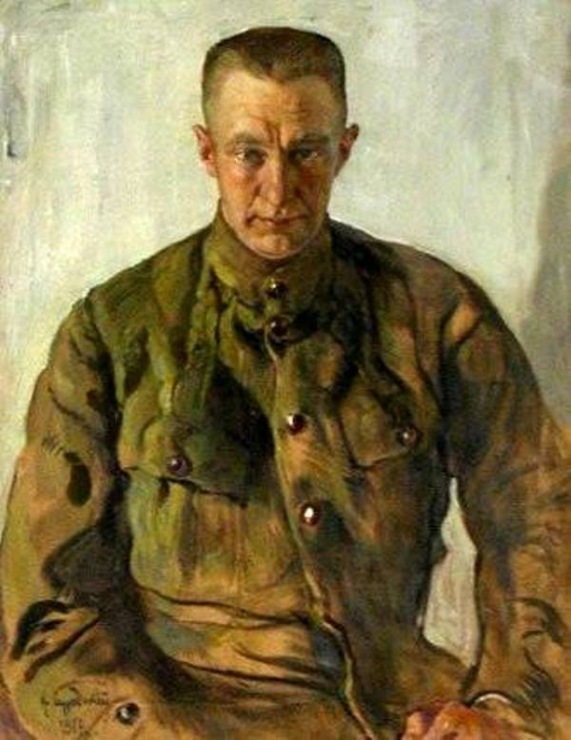
O presidente derrubado do Governo Provisório Russo, Alexander Kerensky, que tentou, em vão, recuperar o controlo de Petrogrado com as poucas tropas cossacas que concordaram em marchar contra a cidade. Paradoxalmente, foram os mesmos que encenaram o golpe de Kornilov contra ele semanas antes

Na manhã seguinte, as tropas tomaram Gatchina sem encontrar resistência e prepararam-se para o assalto às posições bolcheviques enquanto aguardavam reforços. Várias circunstâncias, contudo, impediram a chegada de novas forças a Kerensky: a neutralidade de muitos oficiais no conflito, como o comandante da frente norte, o General Cheremisov, a recusa da maioria do exército em lutar, a influência crescente dos Bolcheviques nas tropas e a relutância dos ferroviários em colaborar na operação. Cheremisov, com más relações com Kerensky devido a uma ofensa pessoal anterior, ordenara que nenhuma tropa fosse enviada para a capital na véspera, declarando que o exército não se devia misturar na política. Kerensky recebeu apenas o reforço de um comboio blindado e de um regimento de Luga. Em Gatchina, apenas alguns oficiais da escola de aviação se juntaram aos cossacos de Krasnov; contribuíram com um par de aviões e um carro blindado e deixaram cair panfletos sobre a capital.
Depois da meia-noite de 28 de outubro(jul.)/10 de novembro(greg.), as suas pequenas forças, cujo tamanho foi exagerado pelo governo de Lénine que acreditava serem muito maiores, tomaram o Tsarskoye Selo. Aqui teve lugar o primeiro combate; Krasnov, no entanto, expulsou os Guardas Vermelhos com a sua artilharia ligeira. O seu avanço, no entanto, foi lento devido à falta de reforços, especialmente de infantaria. No Tsarskoye Selo, a grande guarnição — dezasseis mil homens — que superou as forças de Krasnov em vinte para um, declarou a sua neutralidade no confronto. Por sua vez, o Comité Militar Revolucionário Bolchevique preparava-se para defender a capital e enviava para a frente as melhores tropas que tinha em Petrogrado. Guardas vermelhos, civis e marinheiros juntaram-se às unidades de guarnição que partiram para o sul da cidade para montar defesas. O comando foi colocado nas mãos do Coronel Muraviov, a quem Chudnovsky estava ligado como comissário; Trótski e Pavel Dybenko acompanharam-nos para supervisionar a operação.
Entretanto, em Petrogrado, ex-ministros Mencheviques encorajaram os funcionários a oporem-se ao novo governo bolchevique, o Sovnarkom, através de greves, e os apoiantes do antigo governo, coordenado pelo Comité para a Salvação da Pátria e a Revolução, controlado pelos Socialistas Revolucionários (PSR), planearam uma revolta simultaneamente com o ataque iminente de Kerensky. A presidência do Preparlamento dissolvido apelou a uma revolta contra o governo de Lénine. O chefe comissário militar do Governo Provisório deposto, Stankevich, partiu para se encontrar com Kerensky em Gatchina para coordenar a revolta na cidade e o avanço das tropas de Kerensky.
Após o fracasso do motim junker em Petrogrado, que teve de ser precipitado quando foi descoberto, alguns membros do Comité Central do PSR juntaram-se a Kerensky após terem fugido da capital. As tropas de Krasnov não fizeram nenhuma tentativa para ajudar os rebeldes na capital. Avram Gots apoiou a procura de infantaria para reforçar os cossacos na sua marcha na capital, tanto na frente como nas guarnições em redor da cidade, que contou com milhares de soldados. Na frente, os Mencheviques e os Socialistas Revolucionários predominavam nos comités das unidades, mas não entre os soldados, que estavam cada vez mais próximos dos Bolcheviques. O exército mais próximo da capital, o 12.º, pertencente à frente norte e com duas divisões letãs pró-Bolchevique selecionadas, elegia o seu conselho, que acabou por consistir em apoiantes a favor e contra a Revolução de Outubro; as poucas unidades enviadas para a capital recusaram-se a avançar para além de Valka. Os outros dois exércitos da frente norte, o 1.º e o 5.º, eram ainda mais pró-Bolchevique e contrários ao apoio de Kerensky. Por seu lado, as guarnições de Gatchina e Tsarskoye Selo tinham-se declarado neutras e não apoiaram o ataque de Kerensky à capital. Por fim, os vários esforços para obter mais tropas, quer da frente, quer das guarnições próximas, revelaram-se infrutíferos.
A 30 de outubro(jul.)/12 de novembro(greg.) de 1917, confrontado com relatos de excessos na capital após o esmagamento da revolta dos cadetes, tentou avançar do Tsarskoye Selo contra as forças entrincheiradas Bolcheviques, que eram vinte vezes mais numerosas. Apesar de avançarem facilmente contra os Guardas Vermelhos, os cossacos viram-se em perigo de serem atacados nos seus flancos pelos fuzileiros navais comandados por Dybenko. Os cossacos foram repelidos nas colinas de Pulkovo e tiveram de evacuar Tsarskoye Selo e regressar a Gatchina para evitar serem cercados. O confronto fora confuso e sangrento. As forças de Kerensky começaram a dispersar-se em retirada e algumas delas confraternizaram-se com os Bolcheviques na esperança de regressar a casa. A falta de apoio minara o moral das poucas tropas cossacas de Kerensky.
Em 1 de novembro(jul.)/14 de novembro(greg.), a situação tinha-se deteriorado a tal ponto que Kerensky corria o risco de ser preso pelos seus próprios homens e entregue aos bolcheviques; os líderes do Partido Socialista Revolucionário obrigaram-no a fugir vestido de marinheiro.  A fuga de Kerensky pôs fim às esperanças de restaurar o Governo Provisório; depois disso os opositores da Revolução de Outubro não tentaram reanimá-lo, mas criar um novo governo alternativo ao Bolchevique. A derrota de Kerensky, juntamente com a vitória Bolchevique nos pesados combates em Moscovo, assegurou temporariamente o poder de Lénine e dos seus apoiantes; a capital estava temporariamente a salvo de ataques militares.
Pela sua vez, Krasnov foi capturado, mas logo libertado após prometer não combater as autoridades soviéticas, promessa que rapidamente quebrou: tornou-se o líder de um movimento anti-Bolchevique — os Cossacos de Don.